# Хондол
Хондол (рум. Hondol) — село у повіті Хунедоара в Румунії. Входить до складу комуни Чертежу-де-Сус.
Село розташоване на відстані 298 км на північний захід від Бухареста, 13 км на північний схід від Деви, 99 км на південний захід від Клуж-Напоки, 138 км на схід від Тімішоари.

## Населення
За даними перепису населення 2002 року у селі проживали 558 осіб, з них 554 особи (99,3%) румунів. Рідною мовою 555 осіб (99,5%) назвали румунську.